# Achille Benoit
Pour les articles homonymes, voir Benoît.
Achille Hubert Benoit, né le 23 mars 1804 à Versailles et mort à Cluses le 20 février 1895, est horloger français du XIXe siècle, fut le créateur et le directeur de la Manufacture royale d'horlogerie de Versailles en 1835, puis fondateur et premier directeur de directeur de l'école royale d'horlogerie de Cluses (Duché de Savoie) en 1848, pendant 41 ans.

## Biographie
Né à Versailles en 1804, dans une famille d'horlogers de Septmoncel (Jura), Achille Benoit commence par être l'élève de l'horloger français d'origine neuchâteuloise, Abraham-Louis Breguet (1747-1823). Ensuite, il devient lui-même un horloger parisien réputé, invente plusieurs machines, dont une pour fabriquer des échappements à tourbillon. Directeur de la Manufacture d’horlogerie de Versailles, il fonde l'école d'horlogerie de Versailles en 1835. À l'époque, l'école d'horlogerie fondée en 1824 à Genève fait figure de référence.
La création de l'école sera accélérée par l'incendie qui ravage Cluses dans la nuit du 13 au 14 juin 1844, détruisant les ateliers et les outils des horlogers, aggravant la crise horlogère. 
En 1845, dans une lettre à un banquier savoyard, le comte Alexis Pillet-Will, Achille Benoit explique que la commune de Sainte-Croix, en Suisse, dans le canton de Vaud a réussi à progresser en 1838, en devenant capable de fournir des montres complètes, grâce à une bonne coordination des différents ateliers, pour couvrir au mieux tous les besoins, alors qu'elle était auparavant dans une situation comparable à celle de Cluses, avec une production de composants irrégulière et trop parcellaire. 
L'école Royale d’Horlogerie de Cluses, est créée par décret royal du 31 mars 1848, signé par Charles-Albert de Sardaigne et installée dans un bâtiment de trois étages. Alexis Pillet-Will sera appelé le « réparateur de Cluses » pour le remercier de son soutien. Achille Benoit a également reçu l'aide du docteur Firmin Guy, syndic de la ville, qui a plaidé dans un mémoire pour la construction de cette école et d'une usine d'assemblage. Destinée à accueillir une cinquantaine d'élèves, l'école est soutenue par le Royaume de Piémont-Sardaigne et la municipalité de Cluses, dans une région qui produit chaque année pour près de 1,5 million de francs de composants horlogers.